# أحمد نادي
أحمد هشام النادي محمد (12 اغسطس، 1995 -) ناشط ورسام قصص مصورة وكاريكاتير سياسي مصري. ينتمي أحمد إلى عائلة من الفنانين تبنت موهبته مبكراً، والتي نمت باطراد حتى أصبح أحد أشهر الفنانيين في عالم القصص المصورة في مصر وهو لا يزال في شبابه. بدأ أحمد رسم الكاريكاتير السياسي في سنٍ صغيرة، ونشط في هذا المجال بعد قيام ثورة 25 يناير في مصر، مكتسباً شهرة واسعة في هذا المجال لجرأة أعماله.

## السيرة الذاتية

### الحياة الشخصية
ولد أحمد في 31 ديسمبر، 1981 لعائلة فنية. حيث كان والد، محمد نادي، يعمل رسام رسوم متحركة بينما كانت والدته نحاته وكاتبة. وقد ذكر أن نشأته وطفولته في مدينة العاشر من رمضان كانت أحد العوامل التأثير المبكر عليه بجانب والديه. انخرط أحمد عندما كان طفلاً في قراءة القصص المصورة والمجلات، وبدأ في صنع قصصه الخاصة عن أفراد عائلته.
ومع مرور الوقت، بدأ والده في إرشاده ومساعدته في تنمية هواية الرسم لديه. وقام برسم كاريكاتيري لاستاذته وأصدقائه في المدرسة. بالإضافة لهذا، قام أحمد باختراع شخصيات جديدة من وحي خياله كانت من أولها شخصية ميدو العجيب، والذي كان مخترعاً تعرض لإشعاع أمكنه من تغير شكله والتحول بكل سهولة ولأي شكل.
كان أول كاريكاتير ينشر لأحمد هو من النوع السياسي، وقد رسمه أثناء حرب الخليج، أظهر الرسم السندباد وهو يضرب صدام حسين على رأسه ويلومه على تشويه صورته كعراقي أمام الجميع، وكان أحمد حينها لا يزال في المرحلة الابتدائية. فاز أحمد في عام 1992 بجائزته الأولى في ورشة عمل في متحف محمود مختار. ثم حصل في العام التالي على جائزة من أحد المجلات المختصة بالكاريكاتير.

### مشواره المهنى
بدأ أحمد حياته المهنية في سن الرابعة عشر عندما كان والده يعاني من التعب والإرهاق. وافق والده على أن يرسم أحمد لأحد المجلات اللبنانية، كنوع من الدعم له. فقام في البداية بالمشاركة في ورشة عمل لصنع وإنتاج التماثيل الفرعونية، قبل أن يعمل مع العديد من المجلات، والتي كانت أهمها هي التابعة لشركة كرمة للقصص المصورة: عالم سمسم، سمير وعلاء الدين، والعربي الشاب، وغيرها.
وخلال هذه الفترة، بدأ أحمد بإرسال العديد من عينات أعماله وأفكاره والتي قوبلت جميعها بالرفض في مصر إلى الخارج. كانت من بين هذه الأعمال أول سلسلة مغامرات احترافية في تاريخه المهني، تدعى فايق ورايق، والتي تدور أحداثها عن بطلين رئيسيين هم شمبانزي وكسلان. تم نشر السلسلة من خلال مجلة باسم السعودية المختصة بالقصص المصورة، وقد حظيت السلسلة بشعبية كبيرة بين الأطفال.
في أثناء تقدمه في مجال القصص المصورة، اتجه أحمد إلى عالم الكاريكاتير السياسي. وفاز بالمركز الثالث في معرض «حيث نعيش» (بالإنجليزية: Where We Live)‏ الذي نظمته اليونسكو في عام 1996. وشارك أيضاً في معرض نظمته نقابة الفنانين المتضامنين مع فلسطين في 2004. وقام من أجل الترويج لقصصه المصورة بالقيام بالعديد من ورش العمل في جميع أنحاء مصر. بالإضافة لذلك، حصل نادي على ثلاث جوائز من موقع ديڤينت‌آرت والمهم بالفانين وأعمالهم.

## النشاط السياسي
بعد مشاركته في إضراب 6 أبريل، عام 2008، شارك أحمد في حملة دعم ترشيح محمد البرادعي للرئاسة لبعض الوقت قبل أن يترك الحملة.
ومع اندلاع ثورة 25 يناير، شارك أحمد نادي من البداية، وقام بجانب سياسي متساوياً مع الجانب الفني حيث بدأ في رسم الكاريكاتير في ميدان التحرير مستلهماً بالحضور في الأفكار والتعاليق. وبالرغم من إصابته برصاص مطاطي يوم جمعة الغضب، 28 يناير، كان أحمد من المشاكرين في الاعتصام داخل ميدان التحرير بعد تمكن المتظاهري من احتلال الميدان بعد مواجهات عنيفة مع قوات الشرطة. كما أنه تعرض لهجوم من قبل بعض أعضاء «اللجان الشعبية» بسبب الدعاية في وسائل الإعلام المملوكة للدولة، التي ادعى أن المحتجين لديها «أجندة خارجية».
وصرح لاحقاً عندما سئل عن ما ينبغي عمله مع مقار الحزب الديمقراطي الوطني التي أضرمت فيها النيران خلال الثورة، فوضح فكرة تحويل المقار إلى مركز للأنشطة الثقافية، وقال: «يجب أن تكون ورش عمل لجميع أنواع الفن لإبراز فنانين من جميع أنحاء مصر».

## جوائز وأوسمة
الجوائر المحلية
- شهادة تقدير من متحف محمود مختار ورشة عمل، 1992.[7]
- جائزة أفضل كاريكاتير في مجلة كاريكاتورية، 1993.[7]
- لقب شرفي من معرض «مصر في قلبي» ، من قبل الشباب الجمهوريين ووزارة الثقافة المصرية، 2004.[7]
- جائزة تقدير من نقابة الفنانين لمساهمته في معرض فني في التضامن مع فلسطين، عام 2004.[7]

الجوائز الدولية
- المركز الثالثة في معرض اليونسكو «، حيث نعيش»، 1996.[2][7]
- ثلاث جوائز من ديڤينت‌آرت، 2005، 2006 و2007.[8]

## معرض الصور

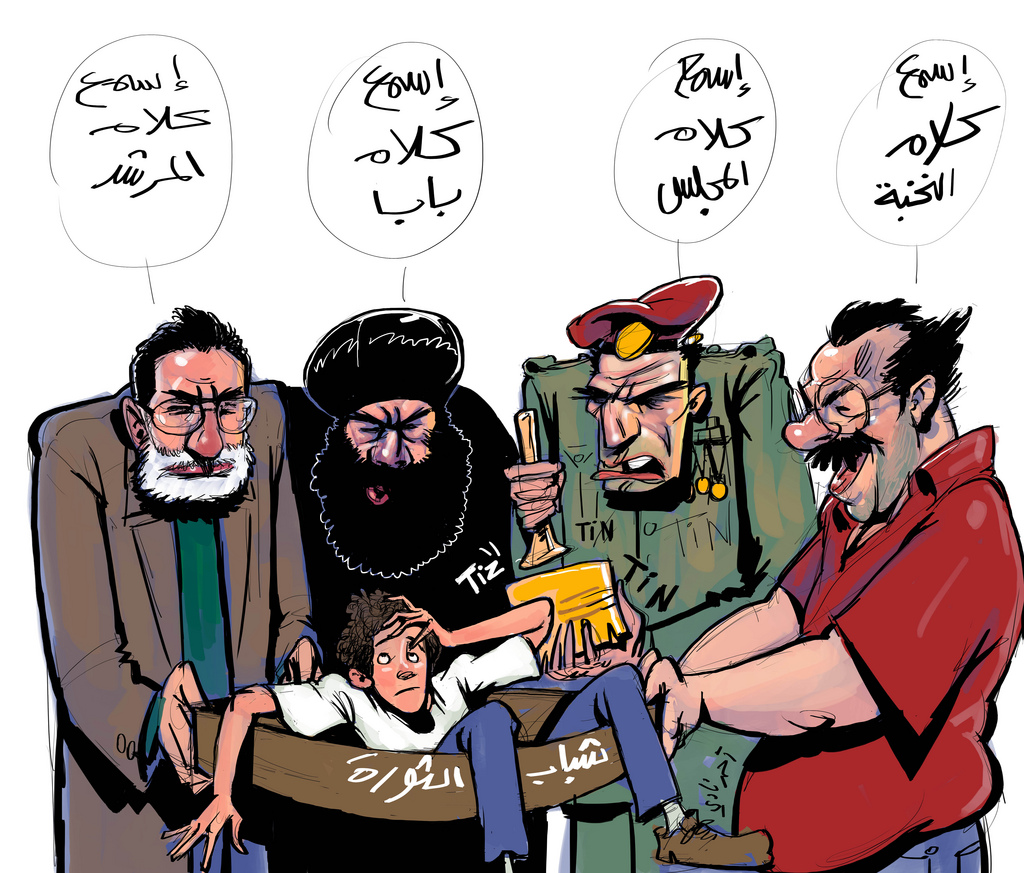
الإخوان المسلمون، والكنيسة القبطية، والنخبة والمجلس العسكري، جميعهم يحاول السيطرة على شباب ثورة 25 يناير
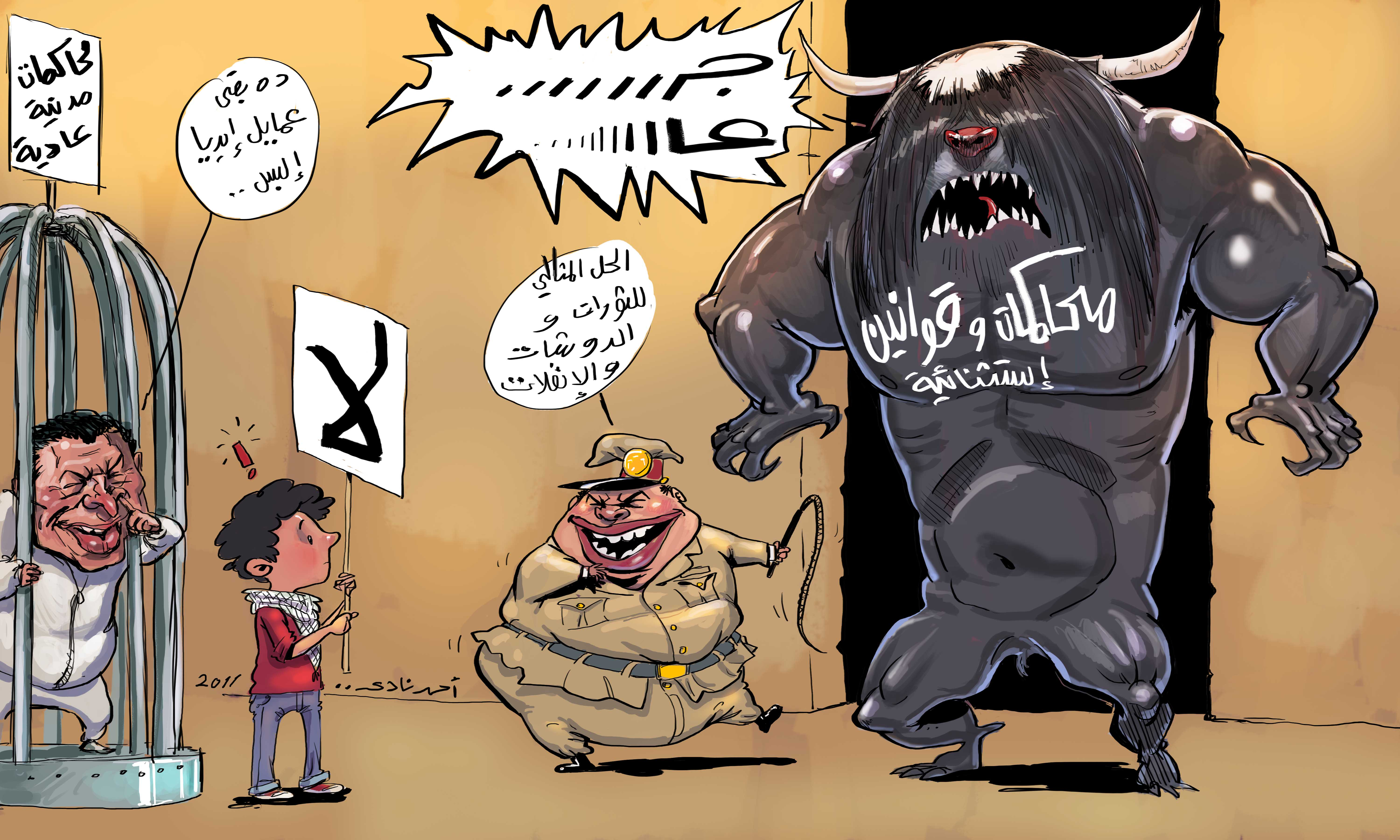
عن محاكمة المجلس العسكري لبعض الثوار عسكرياً فيما يحاكم مبارك مدنياً
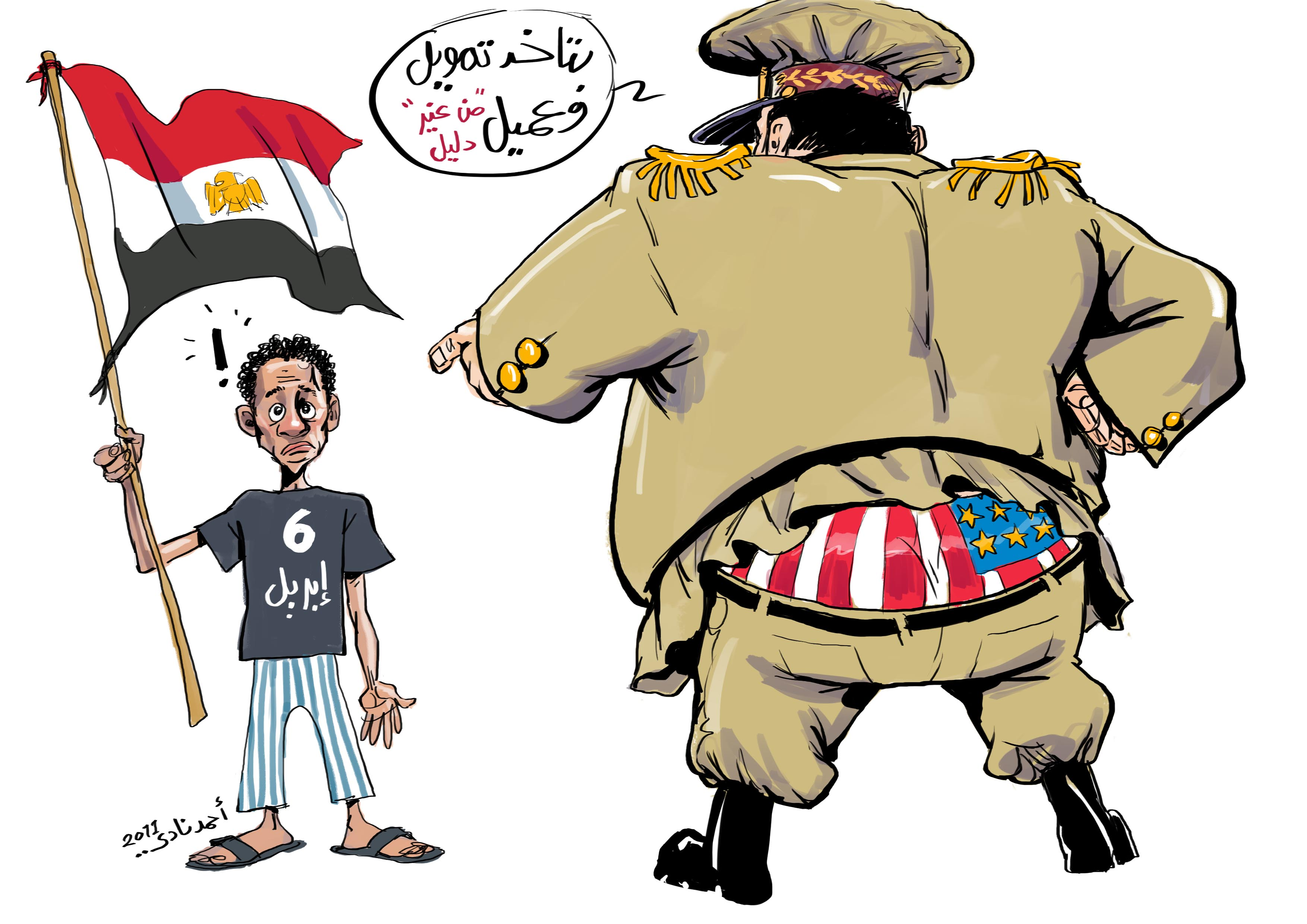
المجلس الأعلى للقوات المسلحة وهو يتهم حركة 6 أبريل (كما في بيانه الرسمي) في حين لايزال يعتمد على المعونه الأمريكية بشكل أساسي
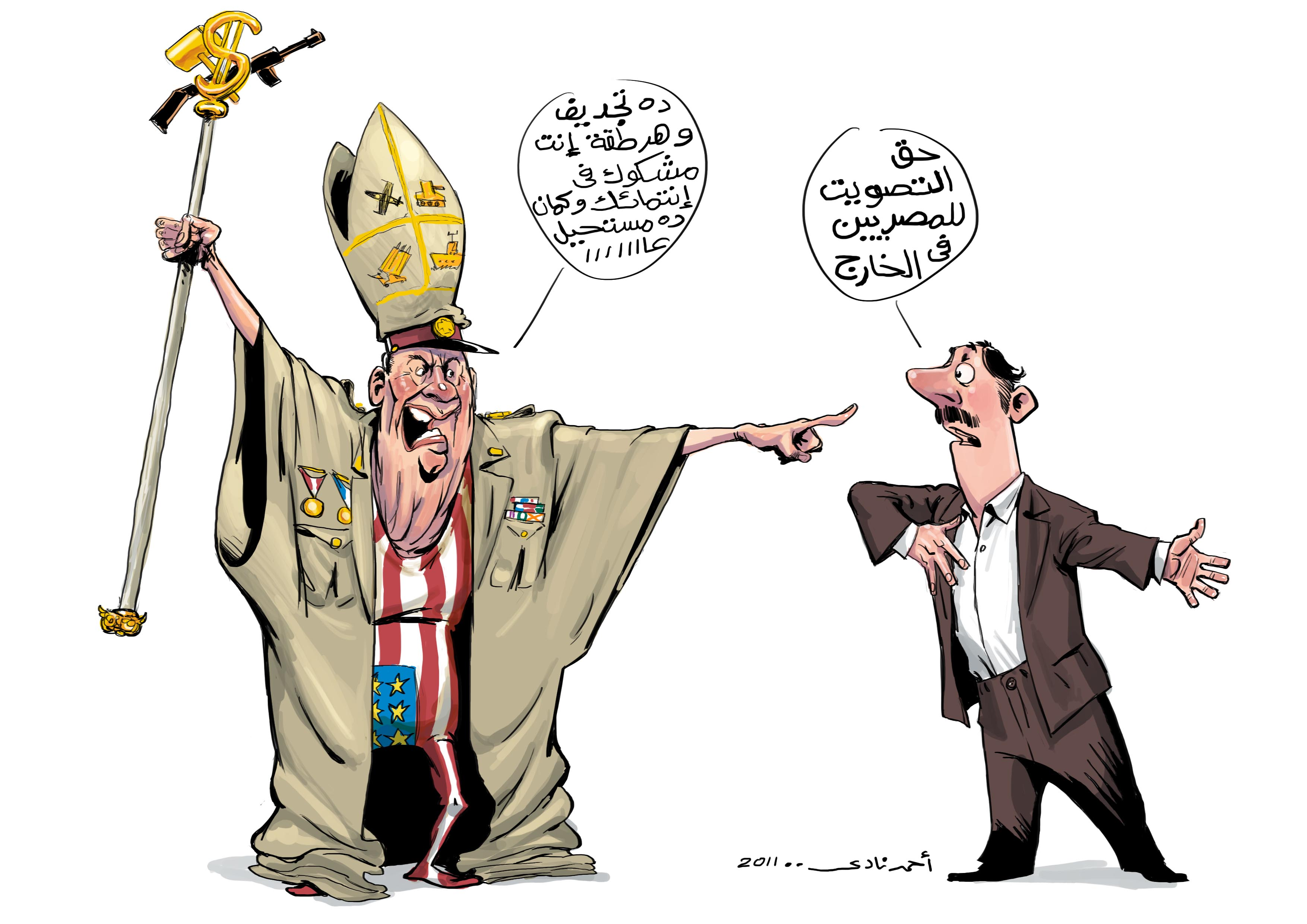
المجلس العسكري يرفض السماح للمصرين بالخارج التصويت مشككاً في ولائهم وانتمائاتهم.
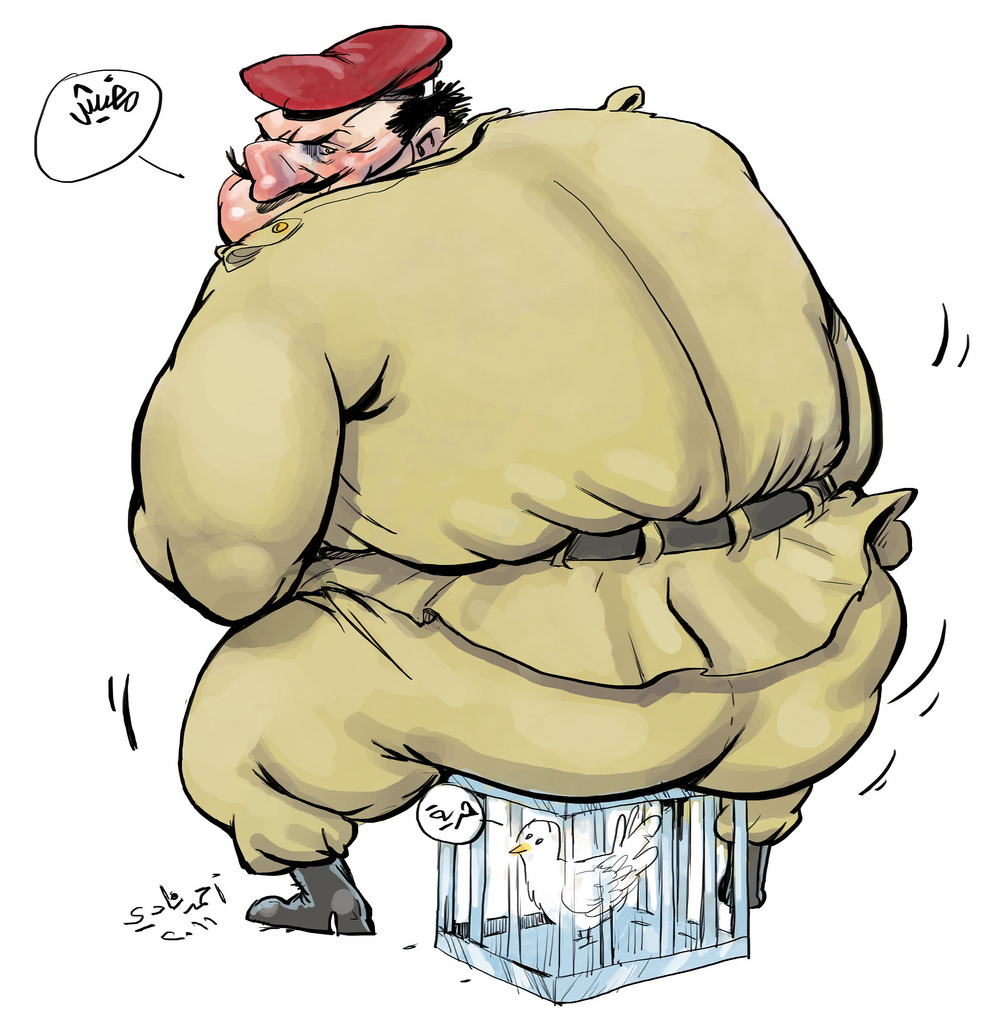
الحرية في ظل الحكم العسكري
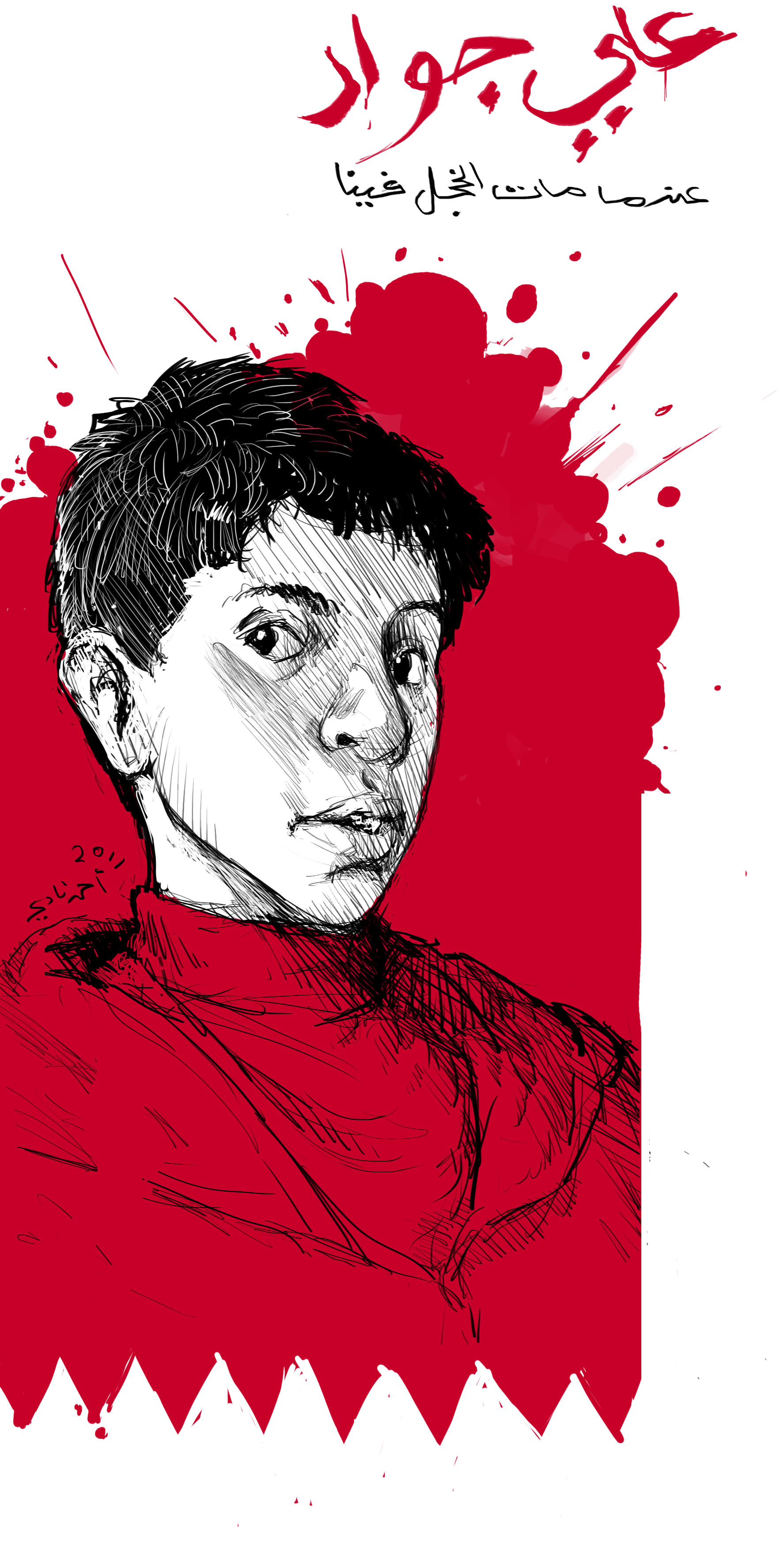
علي جواد الشيخ

## للمزيد طالع
- كارلوس لطوف: سعيد أن يكون صديقا لثورة 25 يناير
- كارلوس لطوف: صوت طرابلس -- يعيش من ريو

## وصلات خارجية
- مدونة أحمد
- نادى على شبكة Behance
- نادى على DeviantArt
- المعجبين على فيسبوك أحمد نادي  على فيسبوك.
- نادى على فليكر